# Loboptera
Genre
Loboptera est un genre de cafards (ou blattes) de la famille des Blattellidae (synonyme: Ectobiidae).

## Liste des espèces
Selon Blattodea Species File (25 avril 2010) :
- Loboptera alluaudi Chopard, 1936
- Loboptera anagae Martin & Oromi, 1987
- Loboptera andalusica Bohn, 1990
- Loboptera angulata Chopard, 1943
- Loboptera barbarae Bohn, 1990
- Loboptera canariensis Chopard, 1955
- Loboptera cavernicola Martin & Oromi, 1987
- Loboptera chioensis Martin & Izquierdo, 1999
- Loboptera cryptofoveata Bohn, 1991
- Loboptera cuneilobata Bohn, 1991
- Loboptera decipiens (Germar, 1817)
- Loboptera delafrontera Bohn, 1990
- Loboptera fortunata Krauss, 1892
- Loboptera foveolata Bohn, 1991
- Loboptera glandulifera Bohn, 1991
- Loboptera hispanica Harz, 1975
- Loboptera irregularis Chopard, 1943
- Loboptera isolata Grandcolas, 1994
- Loboptera jensi Bohn, 1990
- Loboptera juergeni Bohn, 1990
- Loboptera lagunensis Martin & Izquierdo, 1999
- Loboptera loboptera (Princis, 1962)
- Loboptera maroccana Bolívar, 1894
- Loboptera minor Bolívar, 1898
- Loboptera ombriosa Martin & Izquierdo, 1987
- Loboptera ovolobata Bohn, 1991
- Loboptera penirobusta Martin & Izquierdo, 1999
- Loboptera subterranea Martin & Oromi, 1987
- Loboptera teneguia Izquierdo & Martin, 1999
- Loboptera tenoensis Izquierdo & Martin, 1999
- Loboptera troglobia Izquierdo & Martin, 1987
- Loboptera truncata Chopard, 1936

## Référence
- Brunner von Wattenwyl, 1865 : Nouveau système des Blattaires. p. 1–426 (texte original).